# 1938
1938 (MCMXXXVIII) je bilo navadno leto, ki se je po gregorijanskem koledarju začelo na soboto.

## Dogodki
- 25. januar - izredno močan polarni sij preseneti Evropejce; pojav je viden vse do Gibraltarja.
- 4. februar - Hitler ukine nemško vojno ministrstvo in ustvari Oberkommando der Wehrmacht, s čimer dobi neposredni nadzor nad vojsko. Hkrati zamenja vojaške in politične voditelje, za katere meni, da mu niso naklonjeni; vrhovni poveljnik vojske postane Walther von Brauchitsch, zunanji minister pa Joachim von Ribbentrop.
- 12. marec - anšlus: nemška vojska vkoraka v Avstrijo, priključitev je oznanjena naslednji dan.
- 26. april - Tretji rajh postavi Češkoslovaški ultimat glede Sudetov
- 5. maj - Vatikan formalno prizna Francovo vlado v Španiji.
- 20. maj - Češkoslovaška prične z mobilizacijo vojske ob meji z Nemčijo.
- 28. maj - Hitler oznani svojo namero uničiti Češkoslovaško z vojsko in ukaže mobilizacijo 96 divizij Wehrmachta.
- 19. junij - Svetovno prvenstvo v nogometu se konča z zmago italijanske reprezentance.
- 29. september - voditelji Združenega kraljestva, Francije, Italije in Nemčije podpišejo Münchenski sporazum, po katerem Nemčiji pripadejo Sudeti pod pogojem da je to zadnja ozemeljska zahteva Nemčije. Češkoslovaška vlada je prisiljena pristati na sporazum.
- 1. oktober - Tretji rajh zasede Sudete.
- 2. oktober - Poljska zasede okrožje Tešin.
- 18. oktober - Nemčija izžene okrog 12.000 poljskih Judov.
- 30. oktober - radijska postaja CBS predvaja radijsko igro Orsona Wellesa Vojna svetov, ki povzroči paniko v več delih ZDA.
- 2. november - Madžarska zasede del slovaškega ozemlja.
- 9. november - »kristalna noč« - nacistični aktivisti pod vodstvom enot SA izvedejo pogrom nad nemškimi Judi, v katerem uničujejo judovske lokale in sinagoge. Ubitih je več kot 90 ljudi, vsaj 25.000 je aretiranih.
- 23. december - ribiči pred obalo Južnoafriške republike ujamejo živ primerek latimerije, ribe, ki je veljala za izumrlo od konca krede.

## Rojstva
- 5. januar -  Juan Carlos I., španski kralj
- 10. januar - Donald Ervin Knuth, ameriški matematik, računalnikar in programer
- 25. januar - Vladimir Semjonovič Visocki, ruski pevec, pesnik, pisatelj in gledališki ter filmski igralec († 1980)
- 4. marec - Tone Wraber, slovenski botanik († 2010)
- 11. marec - Christian Wolff, nemški filmski in televizijski igralec
- 26. marec - Anthony James Leggett, angleški fizik, nobelovec
- 8. april - Kofi Anan, ganski diplomat, nobelovec († 2018)
- 28. maj - Jerry West, ameriški košarkar in košarkarski funkcionar
- 2. junij - Princesa Désirée Švedska
- 20. julij - Natalie Wood, ameriška filmska igralka († 1981)
- 28. julij - Arsen Dedić, hrvaški književnik, pesnik, skladatelj in pevec († 2015)
- 14. september - Tiziano Terzani, italijanski novinar in pisatelj († 2004)
- 22. oktober - Christopher Lloyd, ameriški igralec
- 16. november - Robert Nozick, ameriški filozof († 2002)
- 26. december - Jon Voight, ameriški filmski igralec

## Smrti
- 17. januar - William Henry Pickering, ameriški astronom (* 1858)
- 11. februar - Kazimierz Twardowski, poljski filozof in logik (* 1866)
- 21. februar - George Ellery Hale, ameriški astronom (* 1868)
- 15. marec - Nikolaj Ivanovič Buharin, ruski komunistični voditelj, ekonomist (* 1888)
- 16. marec - Žiga Laykauf, slovenski pesnik in publicist (* 1868)
- 21. april - Muhammad Iqbal, indijski muslimanski filozof in pesnik (* 1877)
- 27. april - Edmund Husserl, nemški filozof (* 1859)
- 13. september - Samuel Alexander, avstralski filozof (* 1859)
- 24. september - Lev Genrihovič Šnireljman, ruski matematik (* 1905)
- 5. oktober - Favstina Kowalska, poljska redovnica in svetnica (* 1905)
- 17. oktober - Karl Kautsky, nemški teoretik socialne demokracije (* 1854)
- 10. november -  Mustafa Kemal Atatürk, prvi predsednik Turčije  (* 1881)
- 19. november - Lev Izakovič Šestov, ruski filozof (* 1866)

## Nobelove nagrade
- Fizika - Enrico Fermi
- Kemija - Richard Kuhn
- Fiziologija ali medicina - Corneille Jean François Heymans
- Književnost - Pearl S. Buck
- Mir - Nansenova mednarodna pisarna za begunce